# 横浜線
横浜線（よこはません）は、神奈川県横浜市神奈川区の東神奈川駅と東京都八王子市の八王子駅を結ぶ、東日本旅客鉄道（JR東日本）の鉄道路線（幹線）である。駅ナンバリングで使われる路線記号はJH。
全ての快速電車と一部の各駅停車は、東神奈川駅から横浜駅を経由して根岸線に直通し、桜木町駅・磯子駅・大船駅へ乗り入れる。なお、本記事では根岸線 - 横浜駅 - 東神奈川駅 - 八王子駅間について、実際に運行されている列車の列車番号の付け方に合わせ、桜木町方面行きを「上り」、八王子方面行きを「下り」と記述する。

## 概要
横浜線は東京地区の電車特定区間（E電）の路線のひとつであり、横浜市から町田市および相模原市を経由し、八王子市に至る首都圏の郊外を結ぶ全長42.6 kmの路線である。「横浜線」という路線名称ではあるが、起点は東神奈川駅であり、京浜東北線・根岸線に直通する列車を除いて横浜駅には至らない（ただし路線の約4割が横浜市内にある）。
横浜線は横浜市の北部から同市中心部へのアクセス路線として機能しており、また東京都心から放射線状に伸びる多数の鉄道路線と結節点を持つことから、2008年3月31日に発表されたJR東日本の「グループ経営ビジョン2020－挑む－」では、当路線と並行している南武線のほか、武蔵野線や京葉線とともに、いわゆる環状路線として東京メガループに指定されている。したがって、他路線との乗り換えのために割高な初乗り運賃でも乗車する短距離利用者も多く、郊外路線でありながらJRの前身である日本国有鉄道（国鉄）が運営していた時代から数少ない黒字路線であった。
起点の東神奈川駅で、京浜東北線（『鉄道要覧』などに記されている正式な線路名称は東海道本線）、終点の八王子駅で中央本線（中央線快速）と八高線に接続する。快速を中心に根岸線に東神奈川駅から乗り入れて横浜駅・桜木町駅方面に直通運転する列車も設定されている（詳細は後述）が、線路名称上の区間である八王子駅 - 東神奈川駅間のみを運行する列車も多い。なお、東神奈川駅 - 横浜駅間では東海道本線電車線を京浜東北線と共用するものの、列車内や駅構内での案内では「京浜東北線直通」とは一貫して案内されず、横浜線内では「根岸線直通」、横浜駅および根岸線内では「横浜線直通」と案内されている。
2023年の国土交通省調査によるピーク時最混雑区間の1時間平均混雑率は小机駅→新横浜駅間で134%となっている。また、同年度の平均通過人員は201,211人であり、JR東日本の路線の中では4番目に多い。
横浜線は、東急東横線と菊名駅で、東急新横浜線・相鉄新横浜線と新横浜駅で、東急田園都市線・こどもの国線と長津田駅で、小田急小田原線と町田駅で、相模線と橋本駅で接続している。2023年に東急新横浜線が開業するまで横浜線沿線の相模原・町田エリアの通勤客は東横線菊名駅経由で都心方面へ通勤していたが、開業後は東横線の菊名駅の通勤客の一部が東横線・目黒線に直通する東急新横浜線の新横浜駅へ転移し、混雑緩和に繋がった。

## 歴史
1908年（明治41年）に「横浜鉄道」という私鉄として開業したのが横浜線の始まりであり、当時は八王子や甲信地方で生産されていた生糸を横浜港へと運搬することを目的としていた。その後、1917年（大正6年）に国有化されたが、標準軌化（改軌）試験や電化試験が行われたこともある。その後、1932年（昭和7年）には横浜駅・桜木町駅への乗り入れが開始されたほか、1964年（昭和39年）の東海道新幹線の開業によって新幹線と横浜線との交差箇所に新横浜駅が開業すると、横浜線は横浜市内と新幹線のフィーダー路線としても機能することとなる。さらに1960年代後半からは沿線開発の進行や大学の設置などにより乗客が増加したことから、1967年（昭和42年）より輸送力増強のため複線化工事が順次行われ、1988年（昭和63年）までに全線が複線化された。
国鉄末期には、運輸政策審議会答申第7号で新線「みなとみらい21線」（東神奈川駅-横浜みなとみらい21地区-元町付近-本牧町-根岸駅）との直通運転が提案されていたが、国鉄の財政状況や国鉄分割民営化の影響などが原因で建設は行われなかった。この区間はのちに東急東横線と直通運転を行う形態に変更された上で、2004年2月1日に横浜高速鉄道みなとみらい線（路線名：みなとみらい21線）として開業した。
1987年（昭和62年）の国鉄分割民営化によって運営がJR東日本に変わった以降も、首都圏の通勤・通学路線として利用者が増加し、1994年（平成6年）からは混雑対策のために電車は片側6扉を有する車両を連結した上で8両編成が組まれた。臨時列車を除き特急・急行列車は設定されず、列車種別は快速と各駅停車の2種が運行される。線内折り返し運転の列車のほか、一部の列車は京浜東北線・根岸線に直通して桜木町駅・大船駅方面に至る。なお、1998年からの10年間は土曜・休日に根岸線経由で横須賀線逗子駅までの直通列車が運行されていたが、根岸線経由では遠回りであることや湘南新宿ライン増発の影響により、2008年（平成20年）3月15日のダイヤ改正で廃止された。

### 年表
- 1908年（明治41年）9月23日：八王子や甲信地方で生産された生糸を横浜の港湾へ輸送することを目的として、横浜鉄道によって東神奈川駅 - 八王子駅間（26.4M≒42.49 km）が開業。東神奈川駅・小机駅・中山駅・長津田駅・原町田駅（現在の町田駅）・淵野辺駅・橋本駅・相原駅・八王子駅が開業。相原駅 - 八王子駅間に北野聯絡所が開業。
- 1910年（明治43年）4月1日：鉄道院が借り上げ、八浜線（はっぴんせん）となる。
- 1911年（明治44年）12月10日：貨物支線 東神奈川駅 - 海神奈川駅間（1.2M≒1.93 km）開業。海神奈川駅が開業。即日鉄道省が借り上げ。
- 1912年（大正元年）8月10日：北野聯絡所が廃止。
- 1917年（大正6年）
  - 5月23日 - 8月5日：原町田駅 - 橋本駅間で輸送力増強のための標準軌化試験が実施。
  - 10月1日：国有化され、鉄道院横浜線となる。
- 1923年（大正12年）9月1日：関東大震災で小机駅・原町田駅が倒壊。
- 1925年（大正14年）3月30日：東神奈川駅 - 原町田駅間の電化工事が完成、試運転が始まる。当初は電気機関車のみの運転練習であり[8]東海道本線電化のための試験的な意味合いがあった。
- 1926年（大正15年）9月1日：菊名駅が開業。
- 1930年（昭和5年）4月1日：東神奈川駅 - 海神奈川駅間の貨物支線 (2.0 km) が東海道本線の貨物支線に変更される。マイル表示からメートル表示に変更（東神奈川駅 - 八王子駅間 26.4M→42.6 km）。
- 1932年（昭和7年）10月1日：東神奈川駅 - 原町田駅間が電車化、桜木町駅まで直通運転を開始。原町田駅で運行系統が分断される。
- 1933年（昭和8年）10月1日：原町田駅 - 八王子駅間に気動車が投入[9][10]。投入車両はキハ36900形[11]。
- 1936年（昭和11年）1月：相模鉄道（現在の相模線）が橋本駅 - 八王子駅間に乗り入れ開始[9]。
- 1941年（昭和16年）4月5日：原町田駅 - 八王子駅間が電化され、全線電化。これに伴い全線直通運転復活。相模原駅が開業。
- 1942年（昭和17年）11月14日：相原駅 - 八王子駅間に片倉信号場が開設[9]。
- 1945年（昭和20年）：横浜大空襲で東神奈川駅が全焼。
- 1947年（昭和22年）12月20日：大口駅が開業[9]。
- 1949年（昭和24年）6月1日：日本国有鉄道発足。国鉄横浜線となる。
- 1950年（昭和25年）9月1日：淵野辺駅 - 相模原駅間に相模仮乗降場を開設。在日米軍相模総合補給廠の人員輸送のために開設された[9]。
- 1957年（昭和32年）
  - 10月1日：相模仮乗降場が駅に変更され、矢部駅が開業[9]。
  - 12月28日：片倉信号場が駅に変更され、片倉駅が開業[9]。
- 1959年（昭和34年）4月1日：東海道本線貨物支線 東神奈川駅 - 海神奈川駅間が廃止[9]。
- 1962年（昭和37年）
  - 小机駅 - 中山駅間に鴨居信号場が開設。
  - 12月25日：鴨居信号場が駅に変更され鴨居駅が開業[9]。
- 1964年（昭和39年）
  - 5月19日：根岸線桜木町駅 - 磯子駅間開業に伴い、直通区間が磯子駅まで延長。
  - 10月1日：東海道新幹線開業により新横浜駅が開業[9]。
- 1967年（昭和42年）10月22日：菊名駅 - 新横浜駅間が複線化[9]。
- 1968年（昭和43年）
  - 2月4日：新横浜駅 - 小机駅間が複線化[9]。
  - 3月12日：大口駅 - 菊名駅間が複線化[9]。
  - 3月19日：東神奈川駅 - 大口駅間が複線化[9]。
  - 3月中：長津田駅 - 八王子駅間 の貨物輸送用に残存していたC58の運用が廃止[12]。これにより、横浜線内から蒸気機関車が完全に撤退。
- 1972年（昭和47年）10月2日：103系が運用開始。
- 1978年（昭和53年）10月2日：小机駅 - 中山駅間が複線化[9]。
- 1979年（昭和54年）
  - 4月1日：中山駅 - 長津田駅間が複線化[9]。十日市場駅・成瀬駅が開業。
  - 7月15日：長津田駅 - 原町田駅間が複線化[9]。
  - 9月14日：淵野辺駅 - 相原駅間が複線化[9]。
  - 9月30日：103系の投入完了に伴い、72系が「さよなら運転」を行い営業運転を終了。
- 1980年（昭和55年）
  - 4月1日：原町田駅が淵野辺寄りに0.4km移転し、町田駅に改称[新聞 1]。
  - 9月27日：町田駅 - 淵野辺駅間が複線化[9]。
- 1981年（昭和56年）6月1日：車両の所属が蒲田電車区（現在の大田運輸区）に集約され、東神奈川電車区の配置がなくなる。
- 1985年（昭和60年）3月14日：根岸線への直通区間が大船駅まで延長。
- 1987年（昭和62年）4月1日：国鉄分割民営化により東日本旅客鉄道が承継。日本貨物鉄道が長津田駅 - 八王子駅間の第二種鉄道事業者となる。東神奈川駅 - 長津田駅間の貨物営業廃止。
- 1988年（昭和63年）
  - 3月6日：相原駅 - 八王子駅間が複線化、全線の複線化完了[9]。ただし八王子駅の横浜線ホームは1面1線。
  - 3月13日：古淵駅が開業。快速の運転を開始[13]。
  - 9月22日：205系が運用開始[14]。当日は東神奈川駅で出発式が開催された[14]。
  - 9月23日から9月25日：横浜線開業80周年を記念して、40系（クモハ40054 + クモハ40074）を使用した臨時列車が八王子 - 中山間で運転された[14]。
- 1989年（平成元年）2月26日：205系の投入完了に伴い、103系が営業運転を終了[15]。最後まで残っていた編成には引退記念のヘッドマークが取り付けられた[15]。
- 1991年（平成3年）ごろ - 八王子駅の横浜線ホーム島式化。6番線を増設。
  - 3月16日：相模線の全線電化により、横浜線への定期列車の直通運転開始（事実上の復活）。
- 1994年（平成6年）
  - 12月3日：2号車に6扉車サハ204形100番台の組み込み開始、順次全編成を8両編成化。7両編成と8両編成が混在していた時期に、8両化された編成の先頭車前面には「8CARS」のステッカーが貼り付けられたが、ステッカーは全編成の8両編成化が完了した際に全編成から取り外された。日中の快速を増発し、運転間隔を40分間隔とする[13]。長津田駅が快速停車駅に追加[13]。
- 1996年（平成8年）
  - 4月27日：臨時特急「はまかいじ」の運転を開始。
  - 10月1日：横浜支社が発足し、東神奈川駅 - 橋本駅間が横浜支社管内となる。
  - 12月1日：横浜支社発足に伴い、全車両が蒲田電車区から大船電車区（現在の鎌倉車両センター）に転属。
- 1997年（平成9年）4月1日：八王子みなみ野駅が開業し[9]、快速停車駅に追加。
- 1998年（平成10年）
  - 3月14日：相模原駅が快速停車駅に追加[13]。
  - 5月2日：土曜・休日に根岸線経由で横須賀線逗子駅への直通列車が設定（各駅停車・快速各1往復）。
- 1999年（平成11年）12月4日：快速が増発され、運転間隔が40分から30分に変更[13]。
- 2006年（平成18年）3月18日：根岸線直通列車増発に伴い横須賀線直通の各駅停車を廃止。快速が菊名駅に停車。
- 2007年（平成19年）3月18日：八王子車掌区の廃止に伴い、車掌は全列車東神奈川車掌区が乗務（相模線直通列車を除く）。
- 2008年（平成20年）
  - 3月15日：横須賀線直通の快速列車が廃止。
  - 9月13日・14日：開業100周年を記念し、上りは松本駅から磯子駅まで、下りは桜木町駅から白馬駅まで臨時快速列車「ベイドリーム横濱号」が運転。
  - 9月23日：横浜線開業100周年。長野総合車両センターの485系車両「彩」を使用し、全線で臨時快速列車「横濱線100周年号」を、松本駅 - 東神奈川駅間で臨時快速列車「横濱ものがたり号」が運転。
- 2009年（平成21年）4月1日：横浜線を含む首都圏の各駅が、終日全面禁煙となる。
- 2010年（平成22年）3月13日：ダイヤ改正で快速の運転間隔が30分から20分に変更[報道 2]。
- 2011年（平成23年）
  - 3月11日：東北地方太平洋沖地震が発生し、その影響により以後終電まで運休。
  - 3月14日・15日：東京電力の輪番停電（計画停電）により、終日運休。
- 2013年（平成25年）10月1日：午前11時30分頃、鴨居駅 - 中山駅間にある、川和踏切の線路内に倒れていた高齢男性を助けた会社員の女性が、通過した東神奈川発橋本行下り普通電車に轢かれ死亡。この女性に紅綬褒章が授与された[16][新聞 2]。
- 2014年（平成26年）
  - 2月16日：E233系6000番台が運用開始[新聞 3]。
  - 8月23日：205系がこの日限りですべて営業運転終了[17][新聞 4]。
- 2015年（平成27年）7月12日：東京圏輸送管理システム (ATOS) の導入開始[18][注釈 4]。
- 2016年（平成28年）12月17日：町田駅にスマートホームドアを1両分試行導入（八王子方面ホームのみ）[報道 3]。
- 2017年（平成29年）9月23日：町田駅ホームドア1編成分設置完了、使用開始[報道 4]。
- 2019年（平成31年）1月3日：臨時特急「はまかいじ」が運転を終了。
- 2020年（令和2年）12月25日：町田駅で改良のため撤去されていた[報道 5]スマートホームドアが再設置され使用開始[注釈 5]。
- 2022年（令和4年）3月12日：ダイヤ改正により、橋本駅 - 八王子駅間における相模線との直通運転を終了[19]。
- 2026年（令和8年）7月1日（予定）：支社制から事業本部制への再編に伴い、横浜支社管轄区間を横浜事業本部、八王子支社管轄区間を八王子事業本部の管轄とする[20]。

## 立体交差化計画
単独立体交差事業
中山駅の東にある川和踏切は、歩行者ボトルネック踏切に指定されている。これについて横浜市は、2020年度ごろまでを目標に単独立体交差事業の事業化を目指している。
連続立体交差事業
矢部駅 - 橋本駅間の約3.7 kmにおいて、連続立体交差事業の事業化を進める計画がある。これにより、西門踏切、相模原踏切、小山踏切、向陽踏切、小原踏切、高砂踏切の6箇所の踏切が廃止でき、交通渋滞の解消等が期待されている。
立体交差化を含めた道路拡幅事業
相原駅付近にある東京都道47号八王子町田線（町田街道）の大戸踏切をアンダーパスに整備するとともに、道路を拡幅する予定である。事業期間は、2032年度までであり、交通渋滞の解消が期待されている。

## 運行形態
2024年3月16日現在における、横浜線の運行形態を示す。

### 定期旅客列車
| 種別＼駅名 | 桜木町 | 横浜 | 東神奈川 | 東神奈川 | …   | 橋本 | 橋本 | …   | 八王子 |
| ---------- | ------ | ---- | -------- | -------- | --- | ---- | ---- | --- | ------ |
| 快速       | 3本    | 3本  | 3本      | 3本      | 3本 | 3本  | 3本  | 3本 | 3本    |
| 各駅停車   | 3本    | 3本  | 3本      | 3本      | 3本 | 3本  |      |     |        |
| 各駅停車   |        |      | 3本      |          |     |      |      |     |        |

各駅停車と快速列車が運行されている。
日中時間帯は1時間に9本（橋本駅 - 八王子駅間は6本）運行されている。この時間帯の内訳は快速が桜木町駅 - 八王子駅間、各駅停車が桜木町駅 - 橋本駅間・東神奈川駅 - 八王子駅間でそれぞれ3本（各20分間隔）である。
下り桜木町発八王子行の快速は、折り返し上り八王子発東神奈川行の各駅停車に、下り桜木町発八王子行の各駅停車は、折り返し上り八王子発桜木町行の快速に、下り東神奈川発橋本行の各駅停車は、折り返し上り橋本発桜木町行の各駅停車になる。事故・各種トラブルがなく正常に運行されている場合は、快速桜木町発八王子行 → 各停八王子発東神奈川行・各停桜木町発八王子行 → 快速八王子発桜木町行・各停東神奈川発橋本行 → 各停橋本発桜木町行の3つの運用パターンがある。
平日日中の9 - 15時台、土休日9 - 17時台は、八王子駅発着の快速と橋本駅発着の各駅停車の1時間に6本が東神奈川駅から横浜駅および根岸線方面へ乗り入れ、桜木町駅発着で運行されている。それ以外の時間帯については一部の列車が根岸線の桜木町駅・磯子駅・大船駅（大船行は朝のみ）まで直通するが、平日の朝時間帯は全体の約1/3程度の列車が直通、夕方時間帯は1時間に2本程度、夜間は1時間に1本が直通となり、それ以外の列車は基本的に東神奈川駅折り返しとなる。ただし、近年はダイヤ改正ごとに横浜駅・根岸線方面への直通列車が増えつつあり、2015年3月14日の改正で、朝5時台の八王子発桜木町行と折り返し6時台の桜木町発八王子行をはじめとする3本の列車が桜木町駅発着に延長された。
相模原市を中心に旧相模原市域と旧相模湖町、藤野町とのアクセス性向上や、リニア中央新幹線が乗り入れる橋本駅を広域交通ネットワークの拠点としたいとの意向から、中央本線相模湖・大月方面や八高線への直通運転の要望があるが、JR側は直通することで横浜線および中央本線・八高線の運行体系を大幅に変更する必要があり、列車ダイヤにあたえる影響が甚大なものになること、中央本線高尾駅以西から横浜線沿線への利用者数よりも、新宿・東京方面に直通する利用者数が多いことを理由に、消極的な姿勢を見せている。
以下に列車種別ごとの詳細を記す。

#### 快速
快速はJR東日本発足後の1988年3月13日ダイヤ改正にて運行が開始された。
日中時間帯は1時間に3本運行されており、全ての列車が横浜駅および根岸線に乗り入れ、桜木町駅まで運転されている。東神奈川駅 - 橋本駅間で通過運転を行い、橋本駅 - 八王子駅間および根岸線内は各駅に停車する。平日は桜木町発で10 - 15時台、八王子発で9 - 15時台の運行であるが、土曜休日は9 - 17時台の運行であり、八王子発8時台は大船行・17時台は磯子行、桜木町発で9 - 17時台の運行である。
計画当初の東神奈川駅 - 橋本駅間の途中停車駅は中山駅・町田駅の2駅のみだった。しかし、これでは東海道新幹線に接続する新横浜駅を通過する事になり、乗り換え客にとって不便になる問題があるため見直した結果、新横浜駅と鴨居駅の2駅が追加され、東神奈川駅 - 橋本駅間の途中停車駅は新横浜駅・鴨居駅 - 中山駅 - 町田駅の4駅となった。登場当初は日中に60分間隔で運転され、上下線とも中山駅と橋本駅で待避をするように設定された。中山駅では、待避する各駅停車は上り（東神奈川方面）ホームの2番線に停車するが、下り（八王子方面）の快速は跨線橋を渡った下りホームの1番線に停車するため、鴨居駅を快速の停車駅とすることで、各駅停車から快速への乗り換えの便を図った。ただし、1990年代以降は下りの快速・各駅停車相互間の緩急接続が町田駅のみ（一部は橋本駅での接続が存続）となった。また、当初の快速は踏切の鳴動時分を確保する関係上、通過駅で45km/hの制限がかかっていた。
1994年12月3日には運転間隔が40分間隔となり、東急田園都市線・こどもの国線が接続する長津田駅が停車駅に追加され、横浜方面からの利便性の向上が図られた。1998年3月14日には相模原駅が停車駅に追加。1999年12月4日改正では、運転間隔がさらに縮められて30分間隔（1時間に2本体制）となり、上りの緩急接続も大半が町田駅で行われるようになった。また快速・各停を選別するATS-Pと踏切の機能確認が完了したことにより、この改正から快速通過駅の制限速度が廃止されたが、矢部駅では上り快速がホーム上にカーブがある他、東神奈川寄りすぐの場所に見通しが悪く通行量の多い（車両通行不可だが歩行者の往来が多い）踏切があることから、45 km/hの減速運転が行われていた。現在の矢部駅は地下道の建設で踏切は廃止され、2023年2月のホームドア設置に伴って減速運転も廃止された。
2006年3月18日改正では、東急東横線と接続する菊名駅が停車駅に追加された。これに伴い、上り列車の緩急接続の大半が再び中山駅で行われるようになった。そして2010年3月13日改正では運転間隔が約30分から約20分間隔となり、現行の1時間に3本体制 に増発された。
日中の各駅停車との接続は下り列車は東神奈川駅・町田駅・橋本駅、上り列車は橋本駅・中山駅で行っている。また、土休日の上り列車の一部は町田駅でのみ各駅停車に連絡する。

#### 各駅停車

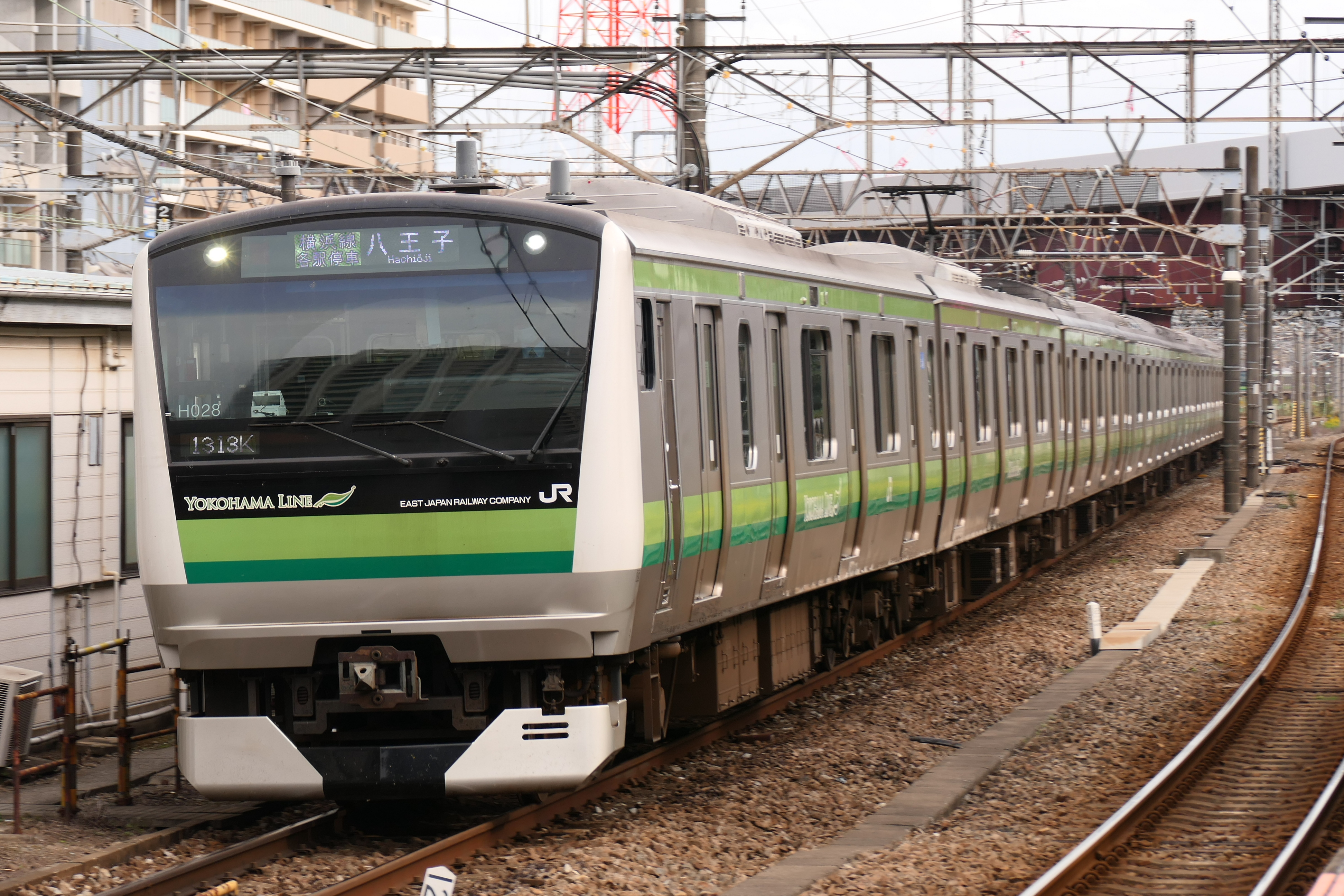
横浜線の各駅停車
（2020年10月28日 橋本駅）

全ての駅に停車する種別で、終日運転される。日中時間帯は横浜駅・桜木町駅に乗り入れるが、朝・夜間時間帯は横浜線内の折返し運転が中心となっている。ただし、2024年3月のダイヤ改正で朝夕一部列車の横浜方面乗り入れが増発される。
朝夕ラッシュ時は約2 - 5分間隔で運行されている。日中時間帯は1時間に6本（橋本駅 - 八王子駅間は3本）運行されている。このうち3本が横浜駅を経由して根岸線桜木町駅まで運転されており、同じく3本運転される快速と交互に桜木町駅まで乗り入れている。始発・最終付近（早朝・深夜）は運行間隔が広がる。朝・夜間時間帯には一部列車が根岸線の桜木町駅・磯子駅・大船駅（大船行は朝のみ）まで直通する。夜間時間帯には、大船始発20時台・21時台に八王子行が平日各1本、土曜休日は17時台に八王子行が2本・21時台に八王子行が運行される。
夜間停泊や車両基地への出入りを伴う区間運行として、平日・土休日ともに朝晩には町田駅 - 東神奈川駅間・橋本駅 - 八王子駅間・町田駅 - 八王子駅間の系統が運行されている。駅構内・電留線からの出庫運用では、小机発系統が3本、中山発系統が1本（平日：八王子行き、土休日：橋本行き）が設定されている。なお、定期の営業列車での小机行・中山行の設定はない。
快速との連絡については前節を参照。なお、臨時特急「はまかいじ」が運転される土休日には、上りは町田駅で、下りは町田駅と橋本駅ではまかいじの待ち合わせを行っていた。ただしこの列車が運転されない場合でも町田駅で時間調整のために停車していた。

### 臨時旅客列車

#### 臨時特急「はまかいじ」

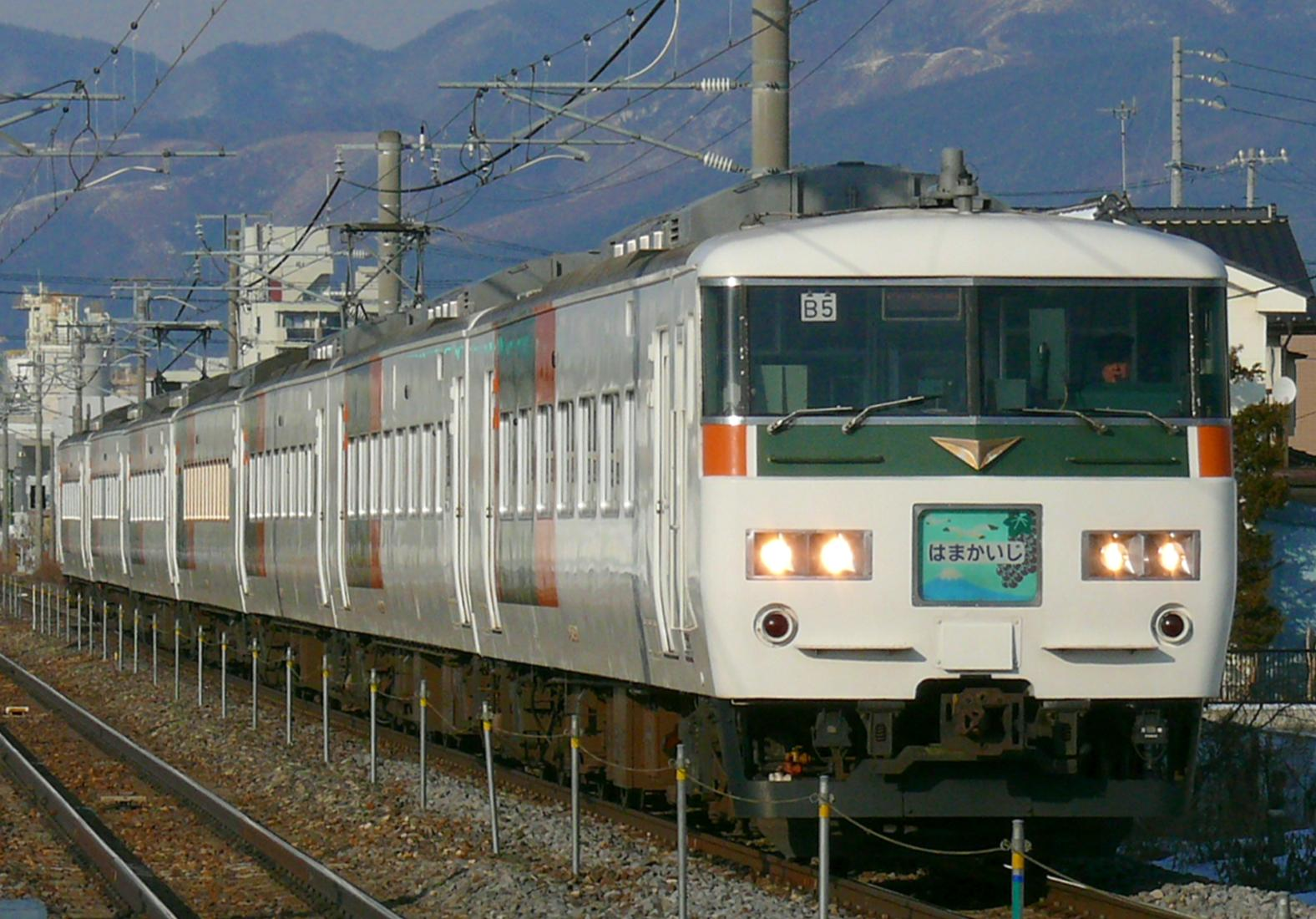
185系特急「はまかいじ」

1996年4月27日から2019年1月3日まで、横浜線と中央本線を経由して横浜駅と甲州や信州エリアの松本駅を結ぶ臨時特急「はまかいじ」が毎週土休日に1往復運転されていた。ただし、冬季（12月上旬から翌年3月末までの約4か月間）は年末年始や三連休パス利用日など指定された土曜・休日のみの運転となった。運転開始当初は横浜駅 - 甲府駅間の運転だったが、乗客増に合わせて信州側は小淵沢駅、上諏訪駅、横浜側は磯子駅、鎌倉駅まで段階的に運転区間が延長されたが、2003年以降は横浜駅 - 松本駅間の運行となっていた。
横浜駅を出ると、横浜線内では新横浜駅・町田駅・橋本駅・八王子駅に停車する。なお、東神奈川駅にも保安装置切替の目的で運転停車するが、旅客の乗降はできない。
車両は大宮総合車両センター配置の185系B編成（200番台6両）のうち、D-ATCに対応したB4 - B5編成の2本が使用されていた。以前は2往復運行されており、長野総合車両センター配置の183・189系N編成（6両）を使用したこともあった。かつては、グリーン車の入った7両編成で運転されていたが、2013年7月6日の運行からグリーン車の連結を廃止し、6両編成での運行となった。
また、中央本線の「かいじ」とは別にぶどう・かもめ・富士山をデザインした「はまかいじ」専用のヘッドマークが用意されている。185系の側面方向幕はかつては行先に関係なく「特急はまかいじ」で統一されていたが、2013年3月のダイヤ改正より「踊り子」などと同様に専用の方向幕が用意された。
使用車両の185系200番台の廃車、2019年からの中央本線特急施策の変更、発着していた横浜駅京浜東北線ホームへのホームドア設置に伴い、2019年1月3日の運転を最後に廃止（運行休止）された。

#### その他の臨時列車
横浜国際総合競技場（日産スタジアム）や横浜アリーナでの大規模催事の際には、小机駅・中山駅・町田駅を発着駅とする臨時列車が設定されることがあるほか、快速が小机駅に臨時停車する場合がある。これらの時刻表はJRのサイト上をはじめとしたインターネット上では発表されず、主に東神奈川駅などの時刻表に別途掲示が行われる。横浜国際総合競技場にて2002 FIFAワールドカップの試合が行われた際には、当時は快速通過駅だった菊名駅にも東横線の接続として快速が臨時停車している。
2008年9月23日の開業100周年イベントでは、全線で485系「やまなみ」を使用した臨時快速列車「横濱線100周年号」 や、松本駅 - 東神奈川駅間で「彩」を使用した臨時快速列車「横濱ものがたり号」が運転された。それ以前にも13日に松本駅から磯子駅まで、14日に桜木町駅から白馬駅まで183・189系を使用した臨時快速列車「ベイドリーム横濱号」が運転された。
また、2011年春には115系を使用した富士急行線直通の臨時快速列車「富士河口湖号」が運転される予定であったが、東日本大震災およびそれに伴う福島第一原子力発電所などの各種発電所停止による電力危機の影響で中止、同年夏に延期された。富士河口湖号は、その後も車両は183系に変更の上で、しばしば多客期に運転された（横浜線内の停車駅は、快速の停車駅から鴨居駅および相原、八王子みなみ野、片倉の各駅を除いたもの）。
そのほか、日光線日光方面行の修学旅行列車が運転されることがある。

### 貨物列車
横浜線はもともと、生糸の運搬を目的として建設されたこともあり、かつては生糸の輸送を中心とした貨物輸送が盛んで、多くの駅に貨物ホームがあったが、貨物輸送需要の減少により1960年代までに一部の駅をのぞいて貨物取扱を終了した。1960年代以降は淵野辺駅・橋本駅・相模線南橋本駅などから伸びる専用線や、貨物扱所（貨物ホームなど）の規模が比較的大きかった小机駅・原町田駅・淵野辺駅・橋本駅での貨物の取扱が主体となったが、その後も東名高速道路の開通や国鉄貨物輸送の減少、ヤード輸送方式の全廃、接続する専用線の廃止などにより、そのほとんどが1980年代までに姿を消していった。平成まで残ったものが南橋本駅発着のセメント輸送列車だが、これも1996年3月13日の発送をもって廃止となり、横浜鉄道開業当時から90年近く続いた横浜線の貨物輸送は、甲種輸送をのぞいてその歴史に幕を下ろした。
現在、定期的に運転される貨物列車は存在しないが、ダイヤ上では不定期の貨物列車が設定されており、主に長津田駅発着の甲種鉄道車両輸送として運転される。これは、JR東日本と東急電鉄の連絡線（車両授受線）が長津田駅構内にあるためで、東急電鉄・横浜高速鉄道・東京地下鉄（東急電鉄と乗り入れする路線用）向けに製造された新車は、すべて八王子駅・横浜線・長津田駅経由で東急長津田検車区へ搬入される。
車両製造メーカーから出場した車両は、作業やダイヤの関係で八王子駅にて一夜を明かした後、翌日の昼ごろのダイヤでDD200形ディーゼル機関車（JR貨物愛知機関区所属）の牽引により長津田駅へと輸送されるが、輸送される車両が長編成の場合は、長津田駅の線路配線などの問題から八王子駅でおおむね3両 - 6両程度に編成を分割し、八王子駅到着の翌日と翌々日の2回に分けて輸送される。また、東急より地方鉄道などへ車両を譲渡する場合にも、長津田発の甲種輸送列車が運行される場合がある。東急向けの車両輸送は、かつては菊名駅で行われていたが、菊名駅が大雨の度に浸水するため、かさ上げ工事が行われた際に同駅の連絡線は撤去された。その後、1970年3月14日に長津田駅に連絡線が設置され、現在の長津田経由となっている。
1996年の定期貨物列車廃止以降、横浜線では甲種輸送以外の貨物列車が運転されることはなかったが、2005年に長津田駅までの臨時貨物列車が運転された。これは、町田駅で当時行われていたバリアフリー化工事で、新たに設置することとなったエスカレーター機材の運搬・設置を目的としたもの。横浜線で甲種輸送以外の貨物列車が運転されるのは約9年ぶりで、JR貨物のコンテナ車が乗り入れるのは開業以来初めてのこととなった。
その他に、JR東日本が運行する工事用臨時列車（工臨）が運行されることが稀にある。
なお、根岸線根岸駅からの石油貨物列車は横浜線を経由せず、桜木町駅から分かれて横浜線の東側の半分離れた所の、高島線の東高島駅や武蔵野貨物線（鶴見駅 - 梶ヶ谷貨物ターミナル駅 - 府中本町駅）と南武線（府中本町駅 - 立川駅）を経由して、八王子駅または中央本線山梨方面へ向かう。

## 車両と編成

### 現在の使用車両
横浜線では、全列車が鎌倉車両センター所属のE233系6000番台で運行されている。弱冷房車は編成中程の5号車に設定されている。車両の外面には黄緑と緑（■■）による2色の帯を巻き、横浜線のラインカラーとして他路線との識別を行っている。E233系6000番台は、後述の205系の置き換え用として、2014年2月16日より予定された出発式が吹雪で中止されながらも運用を開始した。拡幅車体で定員は205系より約1割増加したため、6扉車の連結はない。車体には、沿線の市の木などのオリジナルの装飾が施されている。駅スタンプをあしらったステッカーが全編成の先頭車の乗務員室寄り側面に掲出されたが、最終編成の落成から1年の掲出期間を経過したため、2015年度中に全編成とも剥がされている。
2022年3月11日まで運転されていた相模線直通列車は相模線用の205系500番台、E131系500番台4両編成（国府津車両センター所属）が使用されていた。
なお、横浜線用車両の配置は鎌倉車両センターであるが、そこには横須賀線車両も配置されていることや、横浜線の沿線からは離れた大船駅まで（根岸線を経由して）走行しなければならないこともあり、鎌倉車両センターへ帰区（出入庫）する運用は少ない。このため、実質的には、国鉄時代の橋本電車区構想により橋本駅近隣に建設された橋本派出所が横浜線の中心的な車両基地として機能している。ただし、橋本派出所だけでは車両を収容しきれないことや、深夜早朝の途中始発・終着運用のため、東神奈川派出所のほか、八王子駅・橋本駅・町田駅・中山駅・小机駅・東神奈川駅に夜間停泊を兼ねて分散して留置される。
過去には横浜線用の車両基地として東神奈川電車区（現在の東神奈川派出とは異なる）や、京浜東北線車両との兼用の蒲田電車区（現在の大田運輸区）が存在したが、東神奈川電車区は国鉄時代末期に運転士のみの配置となり車両基地の機能を廃止、蒲田電車区に車両配置を一本化した後、民営化後の横浜支社発足時に大船電車区（現在の鎌倉車両センター）へ移管され現在に至っている。

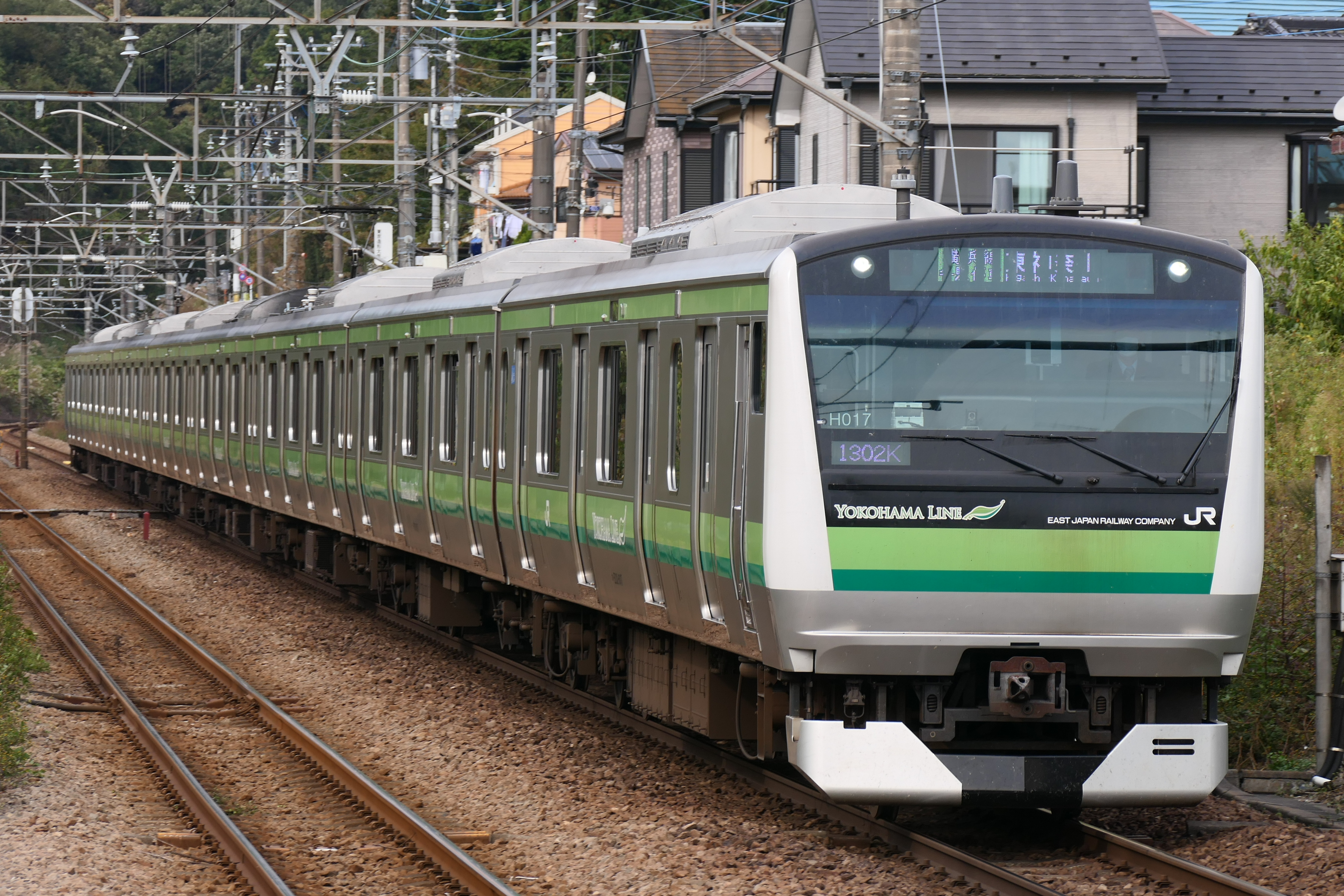
E233系6000番台

### 過去の使用車両
E233系投入以前は以下の電車が用いられていた。
- 40系17m車（33系電車、クモハ12・クモニ13他） - クモニ13のみ新聞輸送目的で1979年9月30日まで運行
- 40系
- 72系（32系からの改造車を含む）（ - 1979年9月30日）
- 103系（1972年10月2日 - 1989年2月26日）
103系は、1979年の旧性能車撤退に伴う7両貫通固定編成に統一されるまでは、クモハ103形を含む3両＋4両の分割編成となっており、7両固定編成化後も京浜東北線・根岸線のATC導入までクハ103型の低運転台車も多く残留した。
なお、導入当初の103系は、同じ蒲田電車区配置の京浜東北線と同じスカイブルー（青22号）の塗装で、それより少し遅れて導入された東神奈川電車区を含め、1970年代はスカイブルーの車両が多くを占めた。1970年代末になるとウグイス色（黄緑6号）の車両の比率が徐々に増え、車両配置の蒲田電車区への集約や、一部車両を共用した京浜東北線車両の配置が浦和電車区（現在のさいたま車両センター）へ集約されたことなどもあり、1980年代半ばにはほとんどがウグイスの車両となった。ただし、検査都合や増解結、転属などにより、スカイブルー・ウグイスの両色が同じ編成で組成された混色編成も多々あり（蒲田・東神奈川分散配置当時はほとんどが混色であり、編成が「同じ色」で統一されていることのほうが珍しかった）、完全にウグイス色に統一されたのは分割民営化直前であった。国鉄末期の1986年には浦和電車区・松戸電車区（現在の松戸車両センター）・森ノ宮電車区（現在の吹田総合車両所森ノ宮支所）からの転入車によるスカイブルー・エメラルドグリーン・オレンジ色の3色による混色編成が出現したことがあり、このうちスカイブルーのMMユニットは日根野電車区（現在の吹田総合車両所日根野支所）から浦和電車区に転属していた車両だった。
- 205系（1988年9月22日 - 2014年8月23日）
東海道本線電車線・根岸線への乗り入れも行うことから、乗客の誤乗防止のため、205系では2002年頃に行先方向幕をラインカラーと同様のウグイス色の幕に交換した（最初期に表示幕交換がなされた編成はウグイス地白文字幕であったが、視認性の問題により黒文字に変更された）。その後、前面の行先表示器がLED式に変更され路線名（「横浜線」）と行先の交互表示を行っていた。
1994年12月3日のダイヤ改正から、当線でもっとも混雑する東神奈川寄りの2号車に6扉車のサハ204形[注釈 9] 1両を組み込み、順次8両編成化された。クラH27編成は山手電車区（現在の東京総合車両センター）から転入した元山手線用ヤテ30編成の一部車両から構成されていた。京葉車両センターから2009年に転用された元武蔵野線用の1編成（クラH28編成）を除く残りの27編成すべてに6扉車が組み込まれていた。6扉車では、朝の通勤時間帯に座席が収納され、9時まで座席を使用することができなかったが、E233系6000番台の導入に伴い2014年2月17日より座席の格納は実施していなかった[33]。6扉車組み込み開始当初は「8CARS」ステッカーを掲出し、6扉車未組み込み編成との識別がされたが、全車8両化をもって撤去され、以後も京浜東北線、中央・総武緩行線や埼京線で見られるような先頭車前面の「6DOORS」のステッカーの貼り付けはされなかった。E233系6000番台の導入により、2014年8月23日をもって運用を終了した[17]。

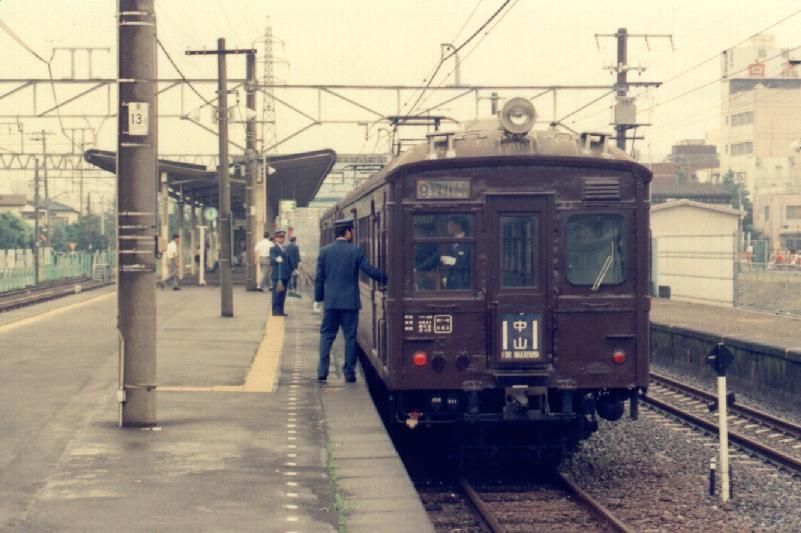
横浜線用40系クモハ60形。
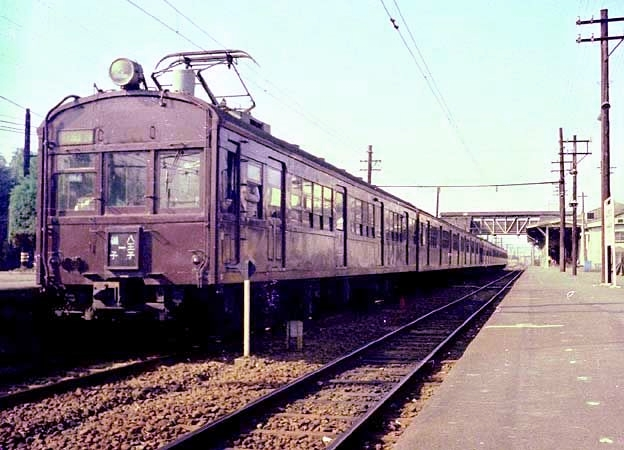
横浜線用72系。
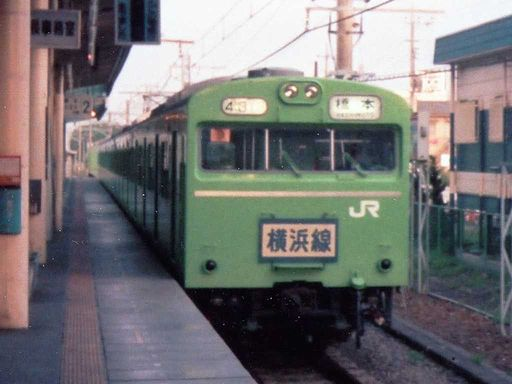
横浜線で使用されていた103系。正面に大型のサインボードを掲出していた。（1988年頃 淵野辺駅）
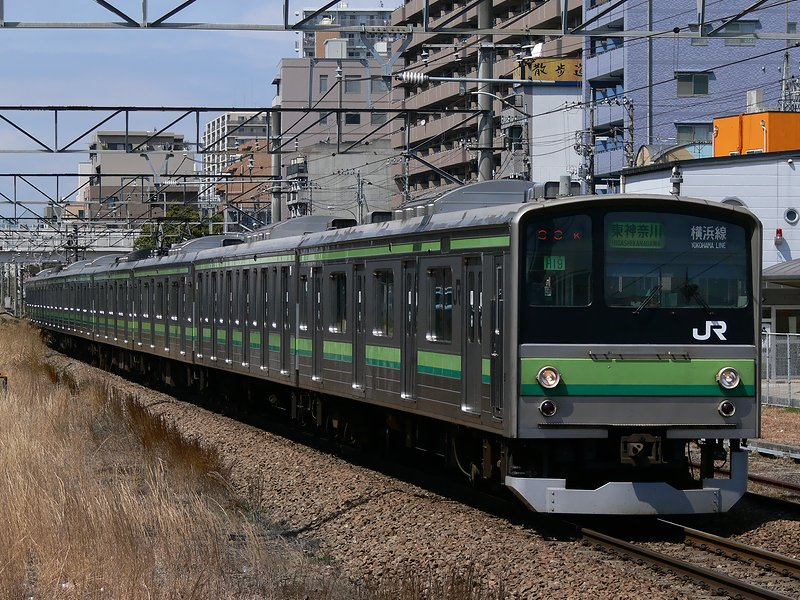
横浜線用205系0番台。
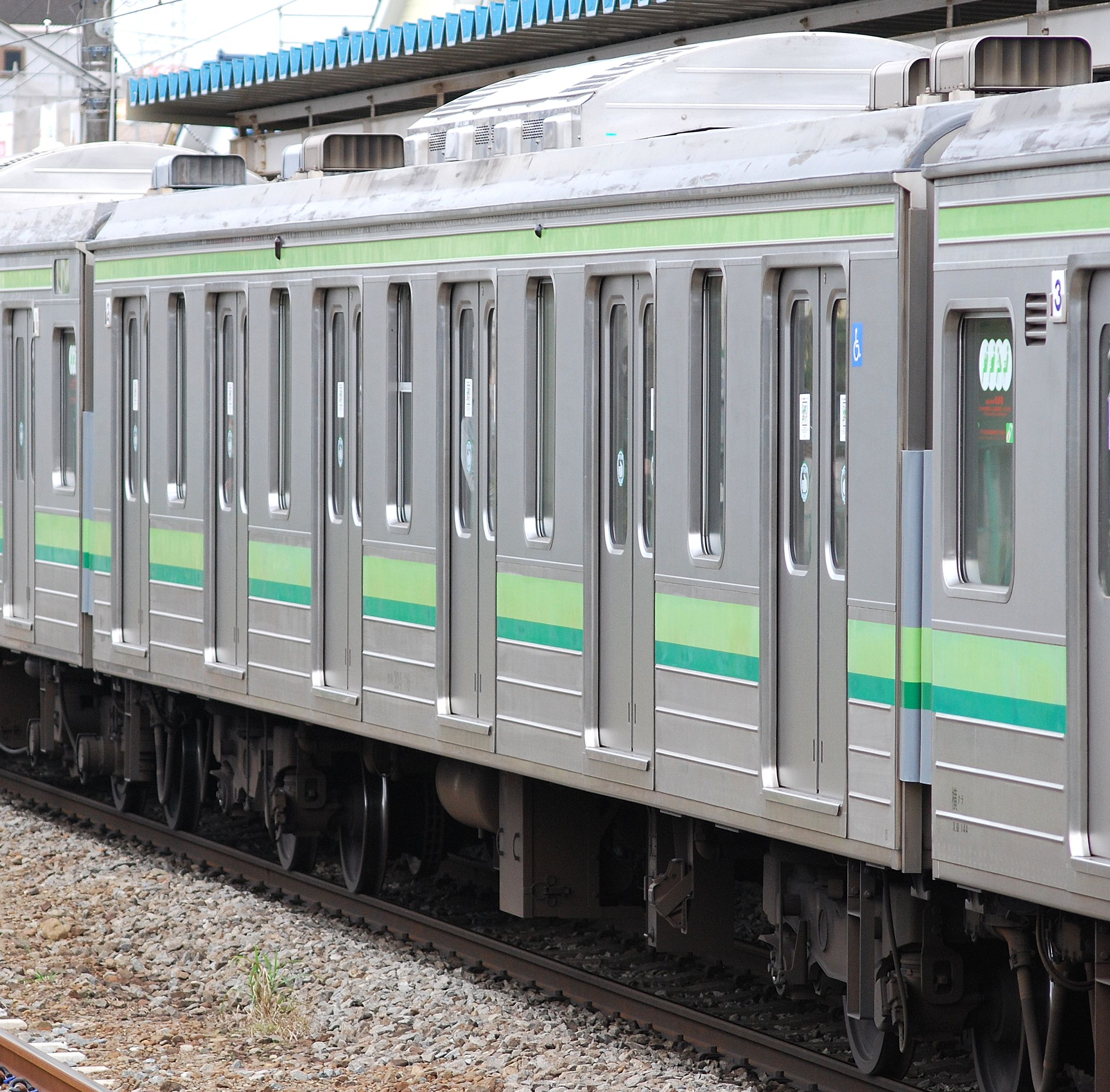
横浜線用205系の東神奈川寄りの2両目に連結されていた6扉車サハ204形100番台。
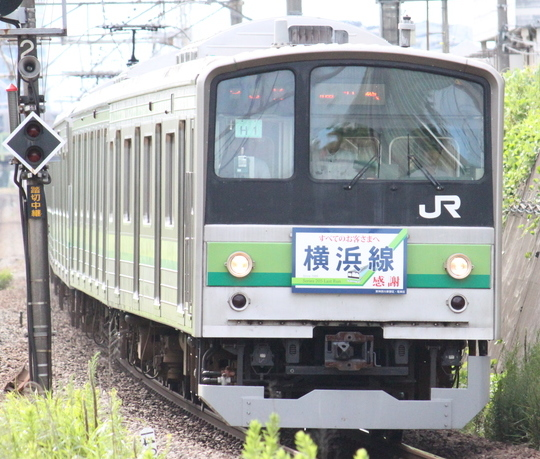
103系で使用されていたサインボードを彷彿させるデザインの引退記念ヘッドマーク付き205系。

## 沿線概況
海岸沿いの横浜市街から丘陵地帯を貫通、鶴見川の谷に分け入って相模野台地を抜け、関東山地の端にある多摩丘陵を超えて八王子盆地へと至る。全線が関東平野内にあり、線形は比較的良いが、途中にはトンネルや10‰連続勾配もあり、山越え路線の様相を呈する部分もある。

### 東神奈川駅 - 新横浜駅間
横浜線の大半が根岸線の桜木町駅から発着し、すぐに高島線と分かれ、東海道線・横須賀線・湘南新宿ライン・京急本線・相鉄本線・東急東横線・みなとみらい線・横浜市営地下鉄ブルーラインが乗り入れる横浜駅に到着する。横浜駅を発車すると首都高速神奈川2号三ツ沢線をくぐり、しばらく京浜東北線の線路を走行し、正式な横浜線の起点駅である東神奈川駅に着く。
東神奈川駅をを発車すると間もなく北東方向に進む。この付近は内陸側から順に国道1号・横須賀線（湘南新宿ライン）・東海道線・京浜東北線北行線・横浜線・京浜東北線南行線、少し間を空けて京急本線の順番で道路・線路が並ぶ。高架に上り、一旦南側（海側）に振れて京浜東北線の南行線の南側に出てから、京急本線子安駅付近で京浜東北線・東海道線・横須賀線（湘南新宿ライン）の各複線、計6本を一気に越える。
さらに住宅地を通り抜けて国道1号を越え、入江川と並行しながら北へ向かっていくと大口駅に着く。大口を出るとすぐにシェルターで覆われた東海道貨物線（貨物列車のほか、相鉄線直通列車として相鉄線と埼京線を直通する電車が経由）の高架下を潜り、寺尾トンネル手前までは直線が続き、水道道を越え、まもなく寺尾トンネルに入る（上りは新寺尾トンネル）。トンネルを出た後は直線が続き、やがて旧綱島街道と東急東横線を越えて築堤の菊名駅に着く。菊名駅を出てしばらく住宅街の中を進むと切り通しに入り、東海道新幹線や横浜市営地下鉄ブルーライン、相模鉄道（相鉄）の相鉄新横浜線、東急電鉄（東急）の東急新横浜線との接続駅である新横浜駅に着く。この付近は元来は堤の上を走っていたが、新幹線開業時に切り通しになった。東急新横浜線は東急東横線との直通列車もあるが、主に目黒線（および都営地下鉄三田線ならびに東京メトロ南北線・埼玉高速鉄道）との直通列車の発着が多い。

### 新横浜駅 - 中山駅間
新横浜駅を出ると環状2号線をくぐる。相鉄新横浜線・東急新横浜線の地上を走り、そこから鳥山川の手前までは北側がオフィスやホテルが立ち並び、南側が倉庫が立ち並んでいる。鳥山川を渡ると一気に田園地帯となり、北側に横浜F・マリノスの本拠地である横浜国際総合競技場（日産スタジアム）がある。そして神奈川県道13号横浜生田線の新羽踏切を渡ると2面3線のホームと2本の留置線を有する小机駅に到着する。小机駅を出るとしばらく引き上げ線が並走し、第三京浜道路の手前まで続く。そして第三京浜をくぐり、まもなく城山トンネル（上り線 80m 下り線は新城山トンネル 75m）を抜け、鶴見川と並走する。そして横浜上麻生道路をくぐると鶴見川沿いには農地や工場が広がり、一方反対側は住宅街となり、そして鴨居駅に着く。鴨居駅を出ると鴨池大橋をくぐり、鶴見川沿いを進む。白山ハイテクパークを横目に、しばらくすると鶴見川から離れ、川和踏切を渡るとまもなく横浜市営地下鉄グリーンラインとの接続駅である中山駅に着く。

### 中山駅 - 町田駅間
中山駅を出ると、鶴見川の支流である恩田川が見え、恩田川側は農地が広がり、反対側は近年拡張された都市計画道路山下長津田線を挟んで住宅街となる。一旦切り通しに入るが、またすぐ恩田川が見え、農地が広がっている。しばらくするとまた切り通しに入り、十日市場駅に着く。
十日市場駅を出ると西田架道橋にて東名高速道路を越えて、しばらく住宅街の中の切り通しを通り、国道246号を越えてしばらくすると東急田園都市線が並走するようになり、まもなく長津田駅。長津田駅ではJRと東急線の別改札による乗り換えとなるが、こどもの国線や東急田園都市線、そして、田園都市線から東急大井町線に直通する電車に乗り換えができる。長津田駅を出ると東急田園都市線をくぐり、しばらく東急長津田検車区の横を通り、このあたりで神奈川県横浜市から東京都町田市に入る。そして崖線の縁を進むと成瀬駅に着く。成瀬駅を出ると切り通しを進み、町田街道を潜りしばらくすると横浜線内乗降客数が最多の町田駅に着く。周囲には繁華街が広がっている。現在は小田急小田原線と接続しているが、将来的には多摩都市モノレールが当駅延伸予定。
なお、中山駅 - 成瀬駅間の恩田川とおおむね併走する区間では、同河川の支流である梅田川や岩川などを跨ぐ橋梁がある。このうち、岩川を跨ぐ橋梁では上下線で上からの見た目が多少異なる橋梁で跨ぐため、上下線が極僅かに離れたところを走る（上り線が下り線から離れる）。

### 町田駅 - 橋本駅間
町田駅を出ると小田急小田原線の高架を潜り、ここから先橋本駅の先まで駅構内以外はほぼ直線の緩やかな上り勾配となる。高架を潜ると右側に町田市役所がある。この後しばらく境川と併走する。町田市側は町田市民ホール付近までは商業施設や予備校などが見受けられるが、境川沿いにはサイクリングロードや林、ちょっとした畑などが見える。神奈川県道・東京都道52号相模原町田線を潜ったあたりからは住宅街となる。一方、相模原市側は崖の上に市街地が広がっているため、境川べりは緑地となっている。そして境川を渡り、神奈川県相模原市内に入ると住宅街の中の切り通しを進み、古淵駅に着く。古淵駅を過ぎると地表面とほぼ同じ高さを走行する。住宅街を進み、青山学院大学相模原キャンパスを横目に進むと在日米軍相模総合補給廠へ続いていた側線などの遺構が残る淵野辺駅に着く。淵野辺を出ると陸橋2本をくぐってすぐに矢部駅に着く。この区間は800 mと横浜線の中で最も駅間が短い。矢部駅から相模原駅までは相模総合補給廠の横を走る形となり、同施設のメインゲート前を通過すると、まもなく相模原駅に着く。相模原駅を出るとしばらくして工業地帯となり、そして北側に橋本駅の電留線が、西側にアリオ橋本が見える。相模線が合流し、京王相模原線の高架をくぐると橋本駅に着く。駅周辺には超高層マンションが林立するほか、駅の隣接地では東海旅客鉄道（JR東海）により2019年からリニア中央新幹線の神奈川県駅の建設が進められている。

### 橋本駅 - 八王子駅間
橋本駅 - 八王子駅間は中央本線と相模線を結ぶ短絡線の役割もあり、かつては相模線南橋本駅発着のセメント輸送貨物列車が運行されていた。
橋本駅を出ると市街地を進み、国道16号が本線は陸橋で側道は踏切という形態で交差する。しばらく住宅街の中を進み右に大きくカーブし北を向く。このカーブの途中にある田尻踏切（第43号踏切）のあたりが横浜線内最高地点となる。そして境川を再度渡ると町田市に戻り、町田街道と交差して相原駅に着く。相原駅を出るとしばらくして上下線がやや離れ、上り線は相原トンネル（367 m）、下り線は新相原トンネル（985 m）を通る。このトンネルの中間地点あたりで東京都八王子市に入る。トンネルを出て右にカーブし北を向く。そして造成地や新興住宅街の中を抜けて、横浜線で最も新しい駅である八王子みなみ野駅に着く。周辺には東京都立片倉高等学校・東京工科大学 八王子キャンパス・日本工学院八王子専門学校などの教育施設が多く立ち並び、駅からスクールバスでのアクセスが可能となっている。八王子みなみ野駅を出るとみなみ野大橋を潜り、間もなく右にカーブし東を向き、国道16号を越えて片倉駅に着く。国道16号が延び1.1km程北進したところに京王高尾線京王片倉駅がある。片倉駅を出ると左にカーブし北を向き湯殿川を渡って京王高尾線を潜り、建設中の国道20号（八王子南バイパス）を越え、右側に現れた京王線と併走する。すぐに京王線と別れ、左にカーブし西を向く。右手から中央本線・八高線が合流し、かえで通りを跨ぐと、終点の八王子駅に到着する。八王子駅は中央線（中央本線）・八高線、さらに八王子駅から0.4km北東側、徒歩5分ほどの場所にある京王八王子駅で京王線と接続する交通の要衝である。かつては八王子機関区も所在し、現在もJR東日本八王子支社とJR貨物八王子総合鉄道部が所在する。また、駅北側・南側共に官公庁の施設や大規模商業施設が立ち並んでいる。

## データ

### 路線データ
- 路線距離（営業キロ）：42.6km
- 管轄（事業種別）
  - 東日本旅客鉄道（第一種鉄道事業者）：東神奈川駅 - 八王子駅間 42.6km
  - 日本貨物鉄道（第二種鉄道事業者）：長津田駅 - 八王子駅間 24.7km
- 軌間：1,067mm
- 駅数：20（起終点駅含む）
  - 横浜線所属駅に限定する場合、東海道本線所属の東神奈川駅と、中央本線所属の八王子駅[35] を除外した18駅となる。
  - 待避可能駅：4（小机駅・中山駅・町田駅・橋本駅）
- 複線区間：全線
- 電化区間：全線（直流1,500V）
- 閉塞方式：自動閉塞式
- 保安装置：ATS-P
- 最高速度：95km/h
- 運転指令所：東京総合指令室[18]
  - 準運転取扱駅（入換時は駅が信号を制御）：東神奈川駅・小机駅・長津田駅・橋本駅・八王子駅
- 電留線所在駅：東神奈川駅・小机駅・橋本駅
- 列車運行管理システム：東京圏輸送管理システム (ATOS)[18]
- 大都市近郊区間：全線（東京近郊区間）[36]
- 電車特定区間：全線
- IC乗車カード対応区間：全線（Suicaの首都圏エリア）[37]
- 2023年度の混雑率：134%（小机駅→新横浜駅 7:21-8:21）[5]

東神奈川駅 - 橋本駅間が横浜支社、相原駅 - 八王子駅間が八王子支社の管轄であり、橋本駅 - 相原駅間に支社境界がある。

## 駅一覧
ほぼ終日、根岸線桜木町駅からの直通運転を行っているため、便宜上、桜木町駅から記載する。駅ナンバリング（駅番号）は、根岸線大船駅からの連番となっているため、東神奈川駅はJH 13となる。
- 累計営業キロは東神奈川駅からのもの。
- ◆・◇：貨物取扱駅（◇は定期貨物列車の設定なし）、浜：特定都区市内制度の「横浜市内」エリアの駅
- 停車駅
  - 各駅停車：すべての駅に停車
  - 快速：●印の駅は停車、｜印の駅は通過、▽印の駅は普段は通過だが、臨時停車あり。相模原駅 - 八王子駅間は各駅に停車する。
- 接続路線：東日本旅客鉄道の路線名は運転系統上の名称。駅名が異なる場合は⇒印で駅名を示す。
- 駅番号は、直通運転を行っている根岸線からの通し番号となっている。

| 路線名      | 駅番号           | 駅名        | 営業キロ | 営業キロ | 快速 | 接続路線 | 所在地         | 所在地 |
| 路線名      | 駅番号           | 駅名        | 駅間     | 累計     | 快速 | 接続路線 | 所在地         | 所在地 |
| ----------- | ---------------- | ----------- | -------- | -------- | --- | --- | -------------- | ------ |
| 根岸線      | JK 11            | 桜木町駅 浜 | -        | 3.8      | ● | 東日本旅客鉄道： 根岸線 (JK 11)（磯子駅・大船駅まで一部列車が直通運転） 横浜市営地下鉄： ブルーライン（3号線） (B18) | 神奈川県横浜市 | 中区   |
| 根岸線      | JK 12            | 横浜駅 浜   | 2.0      | 1.8      | ● | 東日本旅客鉄道： 東海道線（上野東京ライン） (JT 05)・ 横須賀線 (JO 13)・ 湘南新宿ライン (JS 13) 東急電鉄： 東横線 (TY21) 横浜高速鉄道： みなとみらい線 (MM01) 京浜急行電鉄： 本線 (KK37) 相模鉄道： 相鉄本線 (SO01) 横浜市営地下鉄： ブルーライン（3号線） (B20) | 神奈川県横浜市 | 西区   |
| 東海道本線  | JK 12            | 横浜駅 浜   | 2.0      | 1.8      | ● | 東日本旅客鉄道： 東海道線（上野東京ライン） (JT 05)・ 横須賀線 (JO 13)・ 湘南新宿ライン (JS 13) 東急電鉄： 東横線 (TY21) 横浜高速鉄道： みなとみらい線 (MM01) 京浜急行電鉄： 本線 (KK37) 相模鉄道： 相鉄本線 (SO01) 横浜市営地下鉄： ブルーライン（3号線） (B20) | 神奈川県横浜市 | 西区   |
| JK 13 JH 13 | 東神奈川駅 浜    | 1.8         | 0.0      | ●        | 東日本旅客鉄道： 京浜東北線 (JK 13)〈品川・東京・大宮方面〉 京浜急行電鉄： 本線 （京急東神奈川駅：KK35）                               | 神奈川区 | 神奈川県横浜市 |        |
| JK 13 JH 13 | 東神奈川駅 浜    | 1.8         | 0.0      | ●        | 東日本旅客鉄道： 京浜東北線 (JK 13)〈品川・東京・大宮方面〉 京浜急行電鉄： 本線 （京急東神奈川駅：KK35）                               | 神奈川区 | 神奈川県横浜市 | 横浜線 |
| JH 14       | 大口駅 浜        | 2.2         | 2.2      | ｜       | | 神奈川区 | 神奈川県横浜市 |        |
| JH 15       | 菊名駅 浜        | 2.6         | 4.8      | ●        | 東急電鉄： 東横線 (TY16) | 港北区 | 神奈川県横浜市 |        |
| JH 16       | 新横浜駅 浜      | 1.3         | 6.1      | ●        | 東海旅客鉄道： 東海道新幹線 相模鉄道： 相鉄新横浜線 (SO52) 東急電鉄： 東急新横浜線 (SH01) 横浜市営地下鉄： ブルーライン（3号線） (B25) | 港北区 | 神奈川県横浜市 |        |
| JH 17       | 小机駅 浜        | 1.7         | 7.8      | ▽        | | 港北区 | 神奈川県横浜市 |        |
| JH 18       | 鴨居駅 浜        | 3.1         | 10.9     | ●        | | 緑区 | 神奈川県横浜市 |        |
| JH 19       | 中山駅 浜        | 2.6         | 13.5     | ●        | 横浜市営地下鉄： グリーンライン (G01)                                                                                                  | 緑区 | 神奈川県横浜市 |        |
| JH 20       | 十日市場駅 浜    | 2.4         | 15.9     | ｜       | | 緑区 | 神奈川県横浜市 |        |
| JH 21       | 長津田駅 浜◇     | 2.0         | 17.9     | ●        | 東急電鉄： 田園都市線 (DT22)・ こどもの国線 (KD01)                                                                                     | 緑区 | 神奈川県横浜市 |        |
| JH 22       | 成瀬駅           | 2.3         | 20.2     | ｜       | | 東京都 町田市 | 東京都 町田市  |        |
| JH 23       | 町田駅           | 2.7         | 22.9     | ●        | 小田急電鉄： 小田原線 (OH27) | 東京都 町田市 | 東京都 町田市  |        |
| JH 24       | 古淵駅           | 2.8         | 25.7     | ｜       | | 神奈川県相模原市 | 南区           |        |
| JH 25       | 淵野辺駅         | 2.7         | 28.4     | ｜       | | 神奈川県相模原市 | 中央区         |        |
| JH 26       | 矢部駅           | 0.8         | 29.2     | ｜       | | 神奈川県相模原市 | 中央区         |        |
| JH 27       | 相模原駅         | 1.8         | 31.0     | ●        | | 神奈川県相模原市 | 中央区         |        |
| JH 28       | 橋本駅           | 2.8         | 33.8     | ●        | 東日本旅客鉄道：■相模線 京王電鉄： 相模原線 (KO45)                                                                                     | 神奈川県相模原市 | 緑区           |        |
| JH 29       | 相原駅           | 1.9         | 35.7     | ●        | | 東京都 | 町田市         |        |
| JH 30       | 八王子みなみ野駅 | 2.9         | 38.6     | ●        | | 東京都 | 八王子市       |        |
| JH 31       | 片倉駅           | 1.4         | 40.0     | ●        | | 東京都 | 八王子市       |        |
| JH 32       | 八王子駅◆        | 2.6         | 42.6     | ●        | 東日本旅客鉄道： 中央線 (JC 22)・■八高線 京王電鉄： 京王線 ⇒京王八王子駅 (KO34)                                                        | 東京都 | 八王子市       |        |

- 大口 - 菊名間でわずかながら鶴見区を通るが、駅はない[39]。
- 東神奈川駅 - 横浜駅間について、横浜線からの根岸線直通列車は東海道本線電車線を京浜東北線と共用している。
- 2022年度の時点で、上記全駅がJR東日本自社による乗車人員集計[40]の対象となっている。

### 廃止信号場
- 北野聯絡所 ： 1912年廃止、片倉駅 - 八王子駅間、八王子駅まで約0.80 km

### 駅別乗車人員上位10駅
JR東日本調べ 1日平均（2023年度）
| 順位 | 駅名       | 人数    |
| ---- | ---------- | ------- |
| 1    | 町田駅     | 98,307  |
| 2    | 八王子駅   | 75,519  |
| 3    | 橋本駅     | 59,596  |
| 4    | 長津田駅   | 55,287  |
| 5    | 新横浜駅   | 47,580  |
| 6    | 中山駅     | 37,426  |
| 7    | 菊名駅     | 36,274  |
| 8    | 淵野辺駅   | 34,569  |
| 9    | 鴨居駅     | 33,668  |
| 10   | 東神奈川駅 | 33,583  |
| 参考 | 横浜駅     | 362,348 |
| 参考 | 桜木町駅   | 70,661  |

### 発車メロディー
発車メロディーは基本的に東洋メディアリンクス製のメロディーを使用しており、上りが「Water Crown」、下りが「Verde Rayo」だが、橋本駅（2・5番線使用列車を除く）と八王子みなみ野駅は上下逆である。例外として、東神奈川駅の2番線が「窓の花飾り」 （京浜東北・根岸線含む）、3番線が「木もれ陽の散歩道」（いずれもスイッチ製）で、橋本駅の2番線（始発・待避で使用）が「Mellow time」、町田駅の3番線上り（平日朝の2本のみ）が「スプリングボックス」、相原駅の上りが「遠い青空」、下りが「春待ち風」（以上櫻井音楽工房製）、片倉駅が「JR-SH2-3」（五感工房製）であるほか、ご当地メロディーとして八王子駅では「夕焼小焼」、淵野辺駅では「銀河鉄道999」、小机駅では横浜F・マリノスの応援歌「We are F・Marinos」 が使用されている。

## 平均通過人員
各年度の平均通過人員（人/日）は以下のとおりである。
| 年度                   | 平均通過人員（人/日） | 出典   |
| 年度                   | 東神奈川 - 八王子     | 出典   |
| ---------------------- | --------------------- | ------ |
| 2010年度（平成22年度） | 221,110               | [ 43 ] |
| 2011年度（平成23年度） | 220,010               | [ 43 ] |
| 2012年度（平成24年度） | 222,694               | [ 43 ] |
| 2013年度（平成25年度） | 226,308               | [ 43 ] |
| 2014年度（平成26年度） | 224,687               | [ 44 ] |
| 2015年度（平成27年度） | 229,481               | [ 44 ] |
| 2016年度（平成28年度） | 230,126               | [ 44 ] |
| 2017年度（平成29年度） | 231,016               | [ 44 ] |
| 2018年度（平成30年度） | 231,706               | [ 44 ] |
| 2019年度（令和元年度） | 228,441               | [ 6 ]  |
| 2020年度（令和02年度） | 158,813               | [ 6 ]  |
| 2021年度（令和03年度） | 173,438               | [ 6 ]  |
| 2022年度（令和04年度） | 191,769               | [ 6 ]  |
| 2023年度（令和05年度） | 201,211               | [ 6 ]  |

## 今後の予定
- 2026年春よりワンマン運転を実施予定（根岸線直通も含む）[45]。

## 横浜線が登場する作品
- 1985年にはアイドルバンドいんぐりもんぐり (INGRY MONGRY) が「Yokohama Line」という曲を発表している。
- 1991年に初版が発行された斎藤栄作の『JR横浜線殺人旅行』という作品がある。
- 2014年、沿線を舞台にしたサスペンス漫画『横浜線ドッペルゲンガー』が週刊ヤングジャンプ誌上で連載された。単行本全4巻。
- 2021年に公開された映画『名探偵コナン 緋色の弾丸』の後半で鴨居駅が登場。

## その他

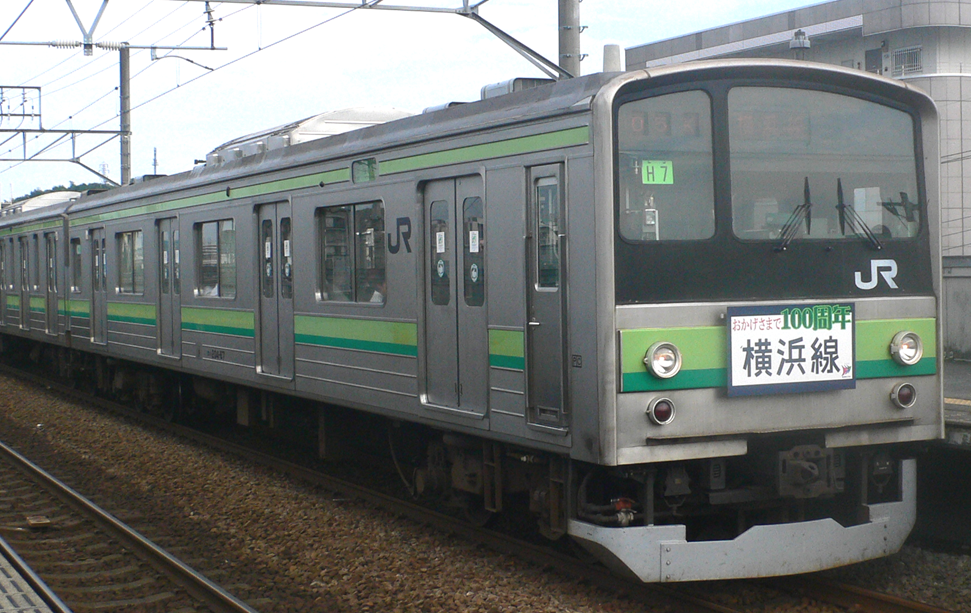
開業100周年の記念ヘッドマークを装着した鎌倉総合車両センター205系H7編成（2008年9月23日 片倉駅）

- 2008年の開業100周年を記念して、205系の一部編成に103系で使われていたサインボードを再現した記念ヘッドマークを先頭車の前面に装着している。また開業100周年の日には小机駅でイベントがあり横浜ものがたり号の展示などのほかに、横浜線100周年記念ヘッドマークレプリカ・携帯ストラップ・限定駅弁・せんべい・限定パンなども販売された[報道 8]。

### 横浜線地下化推進運動
沿線の相模原駅は長年にわたり、アメリカ軍補給廠が北側にあった関係で、南側の整備が進められてきた。しかし北側がアメリカ軍から日本政府に返還され、今後はコンベンション施設や行政機能などの都市機能の集約化が検討されているが、横浜線の相模原駅周辺は現在地上路線であることから、当時の相模原市長・加山俊夫は「横浜線が地上を走っていることが分断要因。南北一体で繁栄させねばならない」と、立体交差化を進めつつ、小田急多摩線との延伸も絡ませて、立体交差化の推進のために横浜線の地下化、ないしは高架化のどちらかで検討しているが、地元住民からは「立体交差化であるならば地下化を」という要望書が出されているとされる。
しかし、課題も多く、ネックとなっているのは地下化のための建設費用に数百億円程度の資金投入が必要になること、その大半は相模原市の行政負担を強いられる点、2つ目に橋本駅 - 相模原駅の間の主要な道路3本中のうちの2本がすでに立体交差化されており、踏切が交通のボトルネック（障壁）にはなっておらず、国道16号の慢性的な混雑緩和が必要、さらに小田急多摩線の延伸による地下化の拡大、ペデストリアンデッキ（歩道橋）の活用などをあげており、相模原の未来を考える会においては、地下化・高架化は慎重を期するべきとする意見もある。